# Baphia mambillensis
Baphia mambillensis är en ärtväxtart som beskrevs av Michael O. Soladoye. Baphia mambillensis ingår i släktet Baphia och familjen ärtväxter. Inga underarter finns listade i Catalogue of Life.